# William Mattus
William Mattus (Heredia, Barva, 1964. április 17. –) Costa Rica-i nemzetközi labdarúgó-játékvezető.

## Pályafutása

### Labdarúgó-játékvezetőként

#### Nemzeti játékvezetés
Pályafutása során hazája legfelső szintű labdarúgó-bajnokságának játékvezetője lett. Az aktív nemzeti játékvezetéstől 2002-ben a FIFA 45 éves korhatárának elérésével vonult vissza.

#### Nemzetközi játékvezetés
A Costa Rica-i labdarúgó-szövetség Játékvezető Bizottsága 1997-ben terjesztette fel nemzetközi játékvezetőnek, a Nemzetközi Labdarúgó-szövetség (FIFA) bíróinak keretébe. Több nemzetek közötti válogatott- és klubmérkőzést vezetett. Az aktív nemzetközi játékvezetéstől 2002-ben a FIFA 45 éves korhatárának elérésével vonult vissza.

##### Világbajnokság
1999-ben Nigériábanrendezték az U20-as labdarúgó-világbajnokságot, ahol a Kamerun–Japán (2:1) és a Kamerun–Anglia (1:0) csoportmérkőzéseket, valamint az egyik negyeddöntőt, a Spanyolország–Ghána (1:1) összecsapást koordinálta. Vezetett mérkőzéseinek száma: 3
Dél-Korea és Japán közösen rendezte a XVII., a 2002-es labdarúgó-világbajnokság döntő mérkőzéseit, ahol az Ecuador 1–0 Horvátország (1:0) és a Japán 2–2 Belgium (2:2) csoporttalálkozóit irányította. Vezetett mérkőzéseinek száma: 2

##### Amerika Kupa
A 2004-es Copa América a 41. kiírás volt, amely a Dél-amerikai válogatottak első számú tornája. A tornát a CONMEBOL szervezte, melynek a házigazdája Peru volt, ahol a Venezuela–Bolívia (1:1) csoportmérkőzést vezette. Vezetett mérkőzéseinek száma: 1